# رمد ربيعي
الرمد الربيعي (spring conjunctivitis)  يتأثر به عدد كبير من الأشخاص في بداية فصل الربيع، حيث يكون الجو مشبعا بغبار الزهور وبزيادة نسبة حبوب اللقاح في الجو وارتفاع درجة الحرارة. ونتيجة ذلك تظهر عليهم درجات متفاوتة من الحساسية، في العين وفي الجهاز التنفسي. وتختفي ظواهر هذه الحساسية تدريجيا مع برودة الطقس ثم تعود لتظهر مرة أخرى في الربيع القادم.

## تعريفه
هو أحد ظواهر الحساسية التي تؤثر في ملتحمة العين أو ملتحمة الجفن عند الكثير من الصغار والشباب. ولكن نسبة ظهوره لدى الذكور أكثر من الإناث خاصة في الفترة ما بين عمر 5 إلى 20 سنة. وأيضاً يصيب الأشخاص الذين لديهم استعداد وراثي للحساسية والذين يعيشون في المناطق الحارة حيث يعتبرون أكثر عرضة من غيرهم للإصابة بهذا المرض.وهو مزمن أكثر من غيره من أمراض العيون .

## أعراضه[2]
يبدأ الرمد الربيعي باحمرار في الجفن، وحكة ونزول الدمع بكثرة وخاصة في الصباح. ثم تظهر في الجفن نتوءات صغيرة لا تلبث أن تصبح كبيرة متراصة مع بعضها البعض، مما يؤدي إلى ألم شديد وانتفاخ في الجفن. وينتج عنه أيضا عدم القدرة على تحمل الضوء. ويمكن أن تظهر تورمات ليفية حول القرنية لا تلبث أن تنمو فوق القرنية نفسها مما يؤدي إلى انخفاض شديد في حدة النظر.

## علاجه

### طرق العلاج الموضعي
1. الوقاية من الحر والغبار
2. الابتعاد عن الأماكن التي تساعد على ظهور هذه الحساسية
3. استعمال نظارات شمسية
4. وضع كمادات ماء مثلج على الجفن عدة مرات في اليوم
5. عدم فرك العين إطلاقا

### علاجه في حالات الرمد الشديدة
قد يتطلب الأتي:
1. استعمال مضادات للحساسية على شكل قطرات
2. إبر تحت الجفن
3. إزالة وكي هذه التورمات الليفية جراحيا.

## حالته
قد يستمر لعدة سنوات، ولكن حالته غير معدية.

## وصلات خارجية
- فيديو عن مشاكل العيون في فصل الربيع على يوتيوب
- مقالة عن الرمد الربيعي بمجلة وقاية
- مقالة عن حساسية العيون (الرمد الربيعي) للدكتور عبد الله الصبي
- مقالة عن التهاب الملتحمة الربيعي (الرمد الربيعي) بقلم رناء الجمل